# E-type
Bo Martin Erik Erikson, mer känd under sitt artistnamn E-type (ofta omnämnd som E-Type), född 27 augusti 1965 i Uppsala domkyrkoförsamling, Uppsala län, är en svensk musiker, låtskrivare och musikproducent. Han är främst verksam inom genren eurodance.
Bakgrunden till artistnamnet E-type är omtvistat. Det har sagts att när han var på väg till sitt skivbolag tillsammans med Stakka Bo för att skriva kontrakt blev de på vägen stoppade av polisen när plötsligt en Jaguar E-Type körde förbi och i det ögonblicket bestämde E-type sig för sitt artistnamn. Det har också sagts att ett befäl i lumpen kallade honom E-type, utifrån hans efternamn. 
E-type är känd för sina spektakulära scenshower som kännetecknas av stora mängder pyroteknik, rök och konfetti. Han är även inblandad i det metal-orienterade projektet Dampf.

## Biografi

### Musikkarriär
Martin "E-type" Eriksons musikkarriär började tidigt. Först var han trummis i ett hårdrocksband som hette Maninnya Blade, men detta band löstes upp år 1988 (det återbildades år 2004 med några nya medlemmar). Några medlemmar, däribland E-type på trummor, bildade då gruppen Hexenhaus. År 1991 träffade han Stakka Bo och började intressera sig för elektronisk dansmusik ("dance") och tillsammans gjorde de två singlar under namnet Stakka B and E-Type. I samma veva fick han arbete som VJ på ZTV. I en intervju år 1993 kom E-type och Stakka Bo fram till att de ville utveckla sig i olika musikriktningar, så de delade på sig. I september 1993 släpptes hans första solosingel, I'm Falling, men den blev ingen större framgång.
År 1994 hade E-type spelat in demoinspelningar med sångerskan Nana Hedin och slog igenom stort med singeln Set The World On Fire, som han hade skrivit tillsammans med Fredrik "Mud" Ekdahl. Både "Mud" Ekdahl och Nana Hedin skulle sedan medverka på många av E-type kommande låtar. Set The World On Fire och debutalbumet Made in Sweden producerades i Cheiron-studion av Denniz Pop och Max Martin samt några låtar av Kristian Lundin och John Amatiello. Efterföljande singeln This Is the Way blev en ännu större hit och låg etta på singellistan i Sverige. Russian Lullaby, släpptes 1995 och blev den sista singeln som släpptes från debutalbumet, och hade komponerats tillsammans med Jonas Berggren. Debutalbumets framgångar kröntes under Swedish Dance Music Awards där E-type vann tre priser, Bästa sång, Bästa artist och Nykomling. Han nådde även framgång i andra länder i Europa och Asien. Sedan starten fanns även dansösen och modellen Dilnarin "Dee" Demirbag vid E-type sida. Det faktum att hon (som mimade till låtarna) inte var den verkliga sångerskan parodierades av radioprogrammet Rally.
I oktober 1996 var E-type tillbaka med albumet The Explorer, även detta producerat av bland andra Denniz Pop och Max Martin. På denna platta gick E-type ifrån eurodisco-soundet och inriktade sig mer på ett pop- och rocksound. Första singeln från The Explorer hette Free Like A Flying Demon. Den blev en av årets absolut största hits och nådde även den förstaplatsen på singellistan. Andra singeln, Calling Your Name nådde fjärdeplatsen på singellistan, och tog sig även in på den amerikanska billboardlistans Hot Dance Club Songs. Året avslutades med att E-type fick en rockbjörn för årets svenska manliga artist.
Efter en längre paus, gjorde E-type en comeback i oktober 1998 med Max Martin och Kristian Lundin-producerade Angels Crying som nådde andraplatsen på singellistan och nu var också eurodisco-soundet tillbaka, återigen med Nana Hedin som sjöng i refrängen. I november 1998 släpptes Here I Go Again som blev en ännu större hit och nådde förstaplatsen på singellistan, även denna låt producerades av Max Martin och Lundin. Albumet Last Man Standing följde, nådde förstaplatsen på albumlistan och belönades med en grammis i kategorin modern dans. Även detta år fick E-type en rockbjörn för årets svenska manliga artist. Last Man Standing blev även E-types sista album som spelades in i Cheiron-studion och var tillägnat den nyligen avlidne Denniz Pop.
År 2000 blev E-type utsedd att framföra den officiella låten till EM i fotboll, och släppte singeln Campione 2000. Singeln blev en hit i stora delar av Europa och nådde bland annat andraplatsen på singellistan i Sverige. Året därpå släpptes singeln Life som gick direkt upp på förstaplatsen på singellistan och sålde platina. På Life återkom Max Martin som producent tillsammans med Amadin-duon och Rami, och spelades in i den nya Maratone-studion på Södermalm. Albumet Euro IV Ever följde. Albumet sålde platina och nådde andraplatsen på albumlistan. Från albumet släpptes även singlarna Africa och Banca Banca. I början av 2003 gjorde E-type "Eurometal Tour". Han spelade flera av sina låtar i hårdrocksstil. Med i bandet var bland andra trummisen Mikkey Dee.
2004 deltog E-type i den svenska Melodifestivalen med bidraget Paradise, som skrevs tillsammans med "Mud" Ekdahl och producerades av Max Martin. Låten vann sin delfinal och slutade på femte plats i finalen. Singeln sålde guld och nådde andraplatsen på singellistan. Efter finalen släpptes albumet Loud Pipes Save Lives som nådde andraplatsen på albumlistan. Samma år blev E-type utsedd att göra den officiella svenska låten till Olympiska sommarspelen 2004, Olympia, som blev en hit och nådde fjärdeplatsen på singellistan. Olympia var i själva verket en omskriven version av låten Camilla som utgavs på Loud Pipes Saves Lives, men med ett nytt intro och ny text. Camilla släpptes sedermera även den på singel med två olika versioner.
Våren år 2007 släpptes singeln, True Believer, som återigen producerades av Max Martin. Den sålde guld och 31 oktober 2007 släpptes albumet Eurotopia.
E-type deltog i Melodifestivalen 2008 tillsammans med The Poodles och framförde bidraget Line of Fire. De gick vidare till den andra chansen i Kiruna, men blev utslagna ur tävlingen.
I januari 2011 släppte han singeln Back 2 Life som producerades av Max Martin och Shellback.
E-type figurerade under 2011 som hus-DJ i TV-programmet Nittileaks på Kanal 5. Under hösten år 2011 medverkade han i TV4-programmet Så mycket bättre och i december samma år gick han upp på iTunes förstaplats på singellistan med sin tolkning av Lalehs "Snö". I september 2019 utgav E-type låten Ride The Lightning, som fanns med i en reklamfilm för Blocket.

### Dampf
År 2022 grundade E-type metalprojektet Dampf. Debutalbumet The Arrival släpptes den 3 juni det året och innehåller gästinsatser av bland annat Tommy Johansson, Pontus Norgren och Johan Hegg.

### Andra aktiviteter
E-type valdes i januari 2007 till ledamot av Stockholms skönhetsråd. Han förespråkade att man skall bygga fler skyskrapor i Sveriges huvudstad. E-type lämnade skönhetsrådet i oktober år 2007 på grund av tidsbrist.
E-type har också ett intresse för historiskt återskapande, främst med inriktning på vikingatid. 1993 följde han i egenskap av programledare på ZTV med på medeltidsskeppet Helga Holms överfart till Gotland. Han är medlem i ett vikingasällskap och har även skrivit en ungdomsbok om vikingar, Sveakampen.
E-type öppnade sin vikingakrog Aifur i Gamla Stan, Stockholm i november 2011. Han har även öppnat krogen Lasse i Gatan, också den i Gamla Stan i Stockholm, uppkallad efter kaparen Lars Gathenhielm.
E-type är hedersmedlem i Luleå HF. Han är medlem nummer 4. Han är via sin mor Elisabeth bördig från Luleå.

### Familj
Han är son till journalisten Bo G. Erikson.
Han är gift med Melinda Jacobs och tillsammans har de en dotter, född 2023.

## Diskografi

### Solist

#### Album
- 1994 – Made in Sweden
- 1996 – The Explorer
- 1998 – Last Man Standing
- 2001 – Euro IV Ever
- 2004 – Loud Pipes Save Lives
- 2007 – Eurotopia

#### Singlar
- 1991 – We Got the Atmosphere (med Stakka B)
- 1992 – Numania 1 (med Stakka B)
- 1993 – I'm Falling
- 1994 – Set the World on Fire
- 1994 – This Is the Way
- 1995 – So Dem A Com (ej Sverige)
- 1995 – Do You Always? (Have To Be Alone)
- 1995 – Russian Lullaby
- 1996 – Megamix
- 1996 – Free Like A Flying Demon
- 1996 – Calling Your Name
- 1997 – Back in the Loop
- 1997 – I Just Wanna Be With You
- 1997 – You Will Always Be A Part Of Me
- 1998 – Angels Crying
- 1998 – Here I Go Again
- 1999 – Princess of Egypt
- 1999 – Hold Your Horses
- 2000 – Campione 2000
- 2000 – Es Ist Nie Vorbei (med Blümchen)
- 2001 – Life (feat. Na Na)
- 2002 – Africa (feat. Na Na)
- 2002 – Banca Banca
- 2004 – Paradise (feat. Na Na)
- 2004 – Olympia (endast Sverige; den officiella svenska OS-låten)
- 2004 – Camilla (ej Sverige)
- 2004 – The Predator / Far Up in the Air (feat. Na Na)
- 2007 – True Believer
- 2007 – Eurofighter
- 2007 – Ding Ding Song
- 2008 – Line of Fire (med The Poodles)
- 2008 – The Tide
- 2011 – Back 2 Life[27][38]
- 2011 – Sommaren är kort - Cover på Tomas Ledins "Sommaren är kort" i samband med TV4:s "Så mycket bättre"
- 2019 – Ride the Lightning

- 2025 – Panta king

### Dampf

#### Studioalbum
- 2022 – The Arrival

## TV-framträdanden (i urval)
- 1998 – Stadskampen
- 2004 – Melodifestivalen
- 2008 – Melodifestivalen
- 2011 – Nittileaks
- 2011 – Så mycket bättre
- 2018 – Tror du jag ljuger?
- 2022 – Secret Song Sverige
- 2023 - E-Type: The Way I Wanna Live

## Regissör, Musikdokumentär
- 2023 - E-Type: The Way I Wanna Live